# Danmark i Lænker
Danmark i Lænker è un documentario del 1945, diretto da Svend Methling, sull’occupazione nazista della Danimarca durante la seconda guerra mondiale.